# Avril Lavigne: Greatest Hits
Avril Lavigne: Greatest Hits è la prima raccolta ufficiale della cantante canadese Avril Lavigne, pubblicata il 21 giugno 2024. L'album contiene 20 canzoni che ripercorrono la carriera della cantante dal suo debutto nel 2002 con l'album Let Go fino al suo settimo album, Love Sux.

## Descrizione
Avril Lavigne: Greatest Hits è stato annunciato il 10 maggio 2024. Il progetto è accompagnato dal decimo tour della cantante, il Greatest Hits Tour.

## Tracce
1. Sk8er Boi – 3:23 (Avril Lavigne, The Matrix)
2. Girlfriend – 3:37 (Avril Lavigne, Lukasz Gottwald)
3. What the Hell – 3:40 (Avril Lavigne, Max Martin, Shellback)
4. Complicated – 4:05 (Avril Lavigne, The Matrix)
5. Don't Tell Me – 3:21 (Avril Lavigne, Evan Taubenfeld)
6. I'm a Mess (feat. Yungblud) – 3:08 (Avril Lavigne, Dominic Harrison, John Feldmann, Travis Barker)
7. He Wasn't – 3:00 (Avril Lavigne, Chantal Kreviazuk)
8. Losing Grip – 3:53 (Avril Lavigne, Clifton Magness)
9. My Happy Ending – 4:02 (Avril Lavigne, Butch Walker)
10. Bite Me – 2:39 (Avril Lavigne, Derek "Mod Sun" Smith, John Feldmann, Omer Fedi, Marshmello)
11. Nobody's Home – 3:32 (Avril Lavigne, Ben Moody)
12. I'm With You – 3:44 (Avril Lavigne, The Matrix)
13. When You're Gone – 4:00 (Avril Lavigne, Butch Walker)
14. Bois Lie (feat. Machine Gun Kelly) – 2:43 (Avril Lavigne, Derek "Mod Sun" Smith, John Feldmann, Colson Baker)
15. Smile – 3:30 (Avril Lavigne, Max Martin, Shellback)
16. Love It When You Hate Me (feat. Blackbear) – 2:25 (Avril Lavigne, Derek "Mod Sun" Smith, John Feldmann, Matthew Musto)
17. Rock n Roll – 3:26 (Avril Lavigne, Chad Kroeger, David Hodges, Peter Svensson, Rickard Goransson, Jacob Kasher Hindlin)
18. Here's to Never Growing Up – 3:34 (Avril Lavigne, Chad Kroeger, David Hodges, Jacob Kasher Hindlin, Martin Johnson)
19. Keep Holding On – 4:03 (Avril Lavigne, Lukasz Gottwald)
20. Head Above Water – 3:40 (Avril Lavigne, Travis Clark, Stephan Moccio)

## Classifiche
| Classifica (2024) | Posizione massima |
| ----------------- | ----------------- |
| Austria           | 3                 |
| Belgio (Fiandre)  | 40                |
| Belgio (Vallonia) | 38                |
| Canada            | 3                 |
| Francia           | 8                 |
| Germania          | 9                 |
| Giappone          | 7                 |
| Italia            | 64                |
| Regno Unito       | 8                 |
| Stati Uniti       | 7                 |
| Svizzera          | 70                |